# Rick & Steve: The Happiest Gay Couple in All the World
Rick & Steve: The Happiest Gay Couple in All the World, anche nota come Rick & Steve, è una sitcom animata statunitense-canadese del 2007, creata e diretta da Q. Allan Brocka.
È uno spin-off del cortometraggio omonimo del 1999 e ha debuttato su network LGBT sul Logo nel luglio 2007 e sul blocco di programmazione in tarda serata del canadese Teletoon "The Detour" in ottobre. Lo spettacolo è stato presentato in anteprima nel Regno Unito su E4 il 17 settembre 2008 e nel gennaio 2010 su Virgin 17 in Francia.
Dopo la prima stagione Logo ha rinnovato il programma per una seconda stagione, che ha debuttato l'11 novembre 2008.
L'animazione dei cortometraggi originali Rick & Steve venne realizzata utilizzando blocchi e figure Lego, portando una causa legale da parte dell'azienda, mentre la serie non ha utilizzato blocchi Lego.

## Trama
Lo spettacolo segue le vite di tre coppie gay - Rick e Steve, Chuck ed Evan, e Dana e Kirsten - mentre vivono nel quartiere gay immaginario di West Lahunga Beach in cui interagiscono con i loro amici e familiari. Il titolo è ironico in quanto tutte e tre le coppie principali hanno tipici "problemi di coppia" - tra cui Steve che cerca un ménage a trois con Rick e un altro uomo, Kirsten e Dana che decidono di avere un bambino con lo sperma di Rick e Chuck ed Evan che cercano semplicemente di stare insieme nonostante una differenza di età di 31 anni.
Lo spettacolo è noto in particolare per il suo uso di uno stile di umorismo orientato agli adulti e "politicamente scorretto", simile per certi versi a quello di South Park e I Griffin.

## Episodi
| Stagione         | Episodi | Prima TV USA | Prima TV Italia |
| ---------------- | ------- | ------------ | --------------- |
| Prima stagione   | 6       | 2007         | inedita         |
| Seconda stagione | 8       | 2008-2009    | inedita         |

## Personaggi

### Principali
- Rick Brocka, Jr. (doppiato da Will Matthews): 30 anni, genio filippino americano. È un programmatore di computer che è "ossessionato dalla pulizia e dalla fantascienza" ed è un membro di Gay Men-zuh di West Lahunga Beach. È insicuro riguardo al suo rapporto con Steve ed è incline a sovraanalizzare le offese minori, ma è anche molto gentile e amorevole. Il nome pet di Steve per Rick è Piggy.[10]
- Steve Ball (doppiato da Peter Paige): il marito 33enne di Rick. Steve è un broker immobiliare benestante, nonostante non sia molto brillante. È molto 'fissato sul suo aspetto, trascorre molte ore in palestra, ma di ciò non vede alcun problema. Nonostante il suo amore per Rick, cerca una vita sessuale più eccitante. Il nome pet di Rick per Steve è papà.[11]
- Kirsten Kellogg (doppiata da Emily Brooke Hands nella stagione 1, Jessica-Snow Wilson nella seconda stagione): Kirsten ha 28 anni, la migliore amica di Rick e la moglie di Dana. È considerata una "lesbica rossetto", anche se è stata confusa per un ragazzo spesso nella sua vita. È un'artista e gestisce anche Chick Sticks, un negozio di giocattoli sessuali.[12]
- Dana Bernstein (doppiata da Taylor Dooley): la moglie arrabbiata di 32 anni di Bulldyke di Kirsten ed è una project manager per Habitat for Humanity. Dana è misantropa, misandrona e veloce a lanciare insulti, in particolare a Steve, ma è comunque disposta ad aiutare Rick e Steve nelle riparazioni domestiche in caso di necessità. È anche in contatto con la sua eredità ebraica, ma solo in senso politico. Ha una relazione tesa con i suoi genitori divorziati, Saul e Marlene, e ha avuto un fratello, Dick (l'unico maschio che le è veramente piaciuto), che è stato ucciso quando ha vinto la medaglia d'oro in ginnastica alle Olimpiadi da un giavellotto vagante che lo ha colpito mentre era sul podio per ricevere la medaglia.[13][14]
- Chuck Masters (doppiato da Alan Cumming): Chuck ha 50 anni ed è il migliore amico di Steve e il fidanzato di Evan. È sia sieropositivo che paralizzato dal testicolo sinistro che lo costringe su una sedia a rotelle. È stato investito da un'auto mentre lasciava la clinica dopo aver ricevuto il suo risultato (positivo) del test dell'AIDS. Chuck è un individuo arrabbiato, ma sincero. In "Mom Fight", viene rivelato che è un "gay d'oro" (un uomo gay che non è mai stato con una donna). Ha però fatto sesso con una donna nello stesso episodio e ha scoperto che potrebbe essere bisessuale.[15]
- Evan Martinez (doppiato da Wilson Cruz): Evan è il fidanzato di Chuck, che ha 19 anni e rimane vacuo. È dipendente da una moltitudine di droghe, al punto che dimenticare di prenderle per un giorno incasina completamente la sua vita. È anche il più superficiale e trendy di tutti i personaggi e ama passare il tempo nei club.[16]
- Condoleezza "Condi" Ling (doppiata da Margaret Cho): residente a West Lahunga Beach. È stata la copertura per 17 uomini gay (il primo è Rick) e ha manie suicide ogni volta che "escono dall'armadio". Per questo motivo, lei è sotto numerosi antidepressivi e anti-psicotici. Tuttavia, continua ad avere un aspetto allegro quando fa festa ogni notte con Evan, che ha cercato di rubare a Chuck. È stata anche svelato che è molto orgogliosa di essere l'unica persona eterosessuale a West Lahunga Beach.[17]
- Dixie Bernstein-Brocka-Kellogg (doppiata da Lori Alan): è la bambina di Kirsten e di Dana. Il piano originale era che Kirsten portasse in grembo il bambino dopo essere stata inseminata artificialmente con lo sperma di Rick, ma dopo che Steve si era offeso che il suo sperma non era apparentemente abbastanza buono, mettendo a dura prova il suo rapporto con Rick. Dana è rimasta incidentalmente incinta quando l'ha versato su se stessa. Dana trascorre quasi tre settimane di travaglio prima che Dixie sia finalmente nata e chiama sua figlia in memoria del suo defunto fratello Dick (che andrebbe sotto il nome Dixie nella versione femminile). Dixie sembra avere poteri paranormali, possedendo la capacità di attrarre telecineticamente oggetti che sono fuori dalla sua portata fisica.
- Pussy (doppiata da Liza del Mundo): il gatto di Rick e Steve, Pussy, è così intelligente che a volte parla con le persone. È gelosa di Dixie che riceve tutta l'attenzione che le era stata profusa e spesso complotta per liberarsi del bambino in modo da poter reclamare il suo legittimo posto nella gerarchia. Tuttavia, altre volte si è dimostrata disponibile e generosa, suggerendo spesso la soluzione perfetta a un problema apparentemente intrattabile o conducendo gli umani a informazioni importanti che sono state nascoste da loro. Come Dixie, sembra anche avere poteri paranormali, possedere la capacità di evocare una tempesta di neve - nel sud della California - dopo aver ascoltato il desiderio di un altro personaggio per un "Natale bianco".[18]

### Famiglia
- Joanna (doppiata da Lorna Luft): la madre di Steve si presenta divorziata da un ex-marito diverso ogni volta che appare. Quasi tutti i suoi ex mariti si chiamano Carlton. E "scandalosamente" razzista e omofobica - nella sua prima apparizione lei è persistentemente ignara del fatto che Steve sia gay, arrivando addirittura a convincersi che Rick è una donna mentre nel suo secondo incontro con loro è determinata a far lasciare Rick e Steve.
- Minda (doppiata da Liza del Mundo): è la madre di Rick. È gay-friendly e apparentemente dotata di poteri psichici, può dire che Joanna mette degli escrementi di cane nelle sue pietanze solo annusandole attraverso il telefono e spesso risponde a delle domande che non le hanno ancora chiesto. È felicemente sposata con il padre di Rick, anche se non è mai stato visto dire altro che "Huh?"
- Zio Bakla (doppiato da Alec Mapa): lo zio di Rick e il fratello di Minda. Flamboyantly ed effemminatamente gay.
- Charo Martinez (doppiato da Wilson Cruz nella prima stagione): la madre di Evan. Nonostante sia nata e cresciuta in California, parla con un forte accento messicano perché ha imparato l'inglese dalla sua bambinaia immigrata piuttosto che dai suoi ricchi genitori ispanici americani. Ha dato alla luce Evan da adolescente, quindi ha ancora "solo 30" anni nonostante abbia un figlio di 19 anni. Nel finale della Stagione 2, quando un agente della Sicurezza Nazionale è in città per espellere persone che sembrano immigrati illegali, che lo siano o no, Chuck intraprende un progetto in stile My Fair Lady per proteggerla trasformandola in Hillary Clinton.

### Amici
- Ebony e Ivory (doppiata da Liza del Mundo e Lori Alan): Una coppia lesbica interrazziale. Hanno chiamato il loro bambino Echinacea e si rifiutano di imparare che genere è lui / lei in modo che lei / lui possa scoprire da solo se è un lei / lui.
- Michaela (doppiata da Q. Allan Brocka): l'ex di Dana. Lei è il doppio dell'altezza e della larghezza di qualsiasi altro personaggio dello show, ed è costantemente impegnata per far lasciare Kirsten e Dana in modo che possa tornare insieme a Dana. Nell'episodio "It's Raining Pussy" ha scambiato una pistola stordente per un giocattolo sessuale; tuttavia, ha finito per goderselo e ha pensato che fosse "La più grande fortuna che abbia mai avuto!"
- Tyler (doppiato da RuPaul): un amico afroamericano di Steve della palestra, è esasperato dal razzismo latente di Steve e l'inconsapevole omofobia del loro partner di palestra JP (doppiato da Darryl Stephens).
- La lesbica latina muta cieca in una sedia a rotelle i cui borbottii inarticolati sono tradotti dalla sua infermiera Jessica (voce di Margaret Cho).

### Altri personaggi minori
- Felatia (doppiato da Q. Allan Brocka): una drag queen afroamericana. Appare anche come un usciere al matrimonio fasullo di Steve e Dana e come la strega cattiva in una parodia del mago di Oz.
- Dylan Ram-Brick (doppiato da Billy West): Una star porno. Rick e Steve una volta lo portarono a casa per un viaggio a tre e scoprirono che in realtà era un transgender. È anche l'ex coinquilino di Felatia.
- Franz Nerdlinger (doppiato da Billy West nella prima stagione, Q. Allan Brocka nella seconda stagione): il capo di Gay Menzuh, è uno scienziato nerd ossessionato dai fumetti.
- Anderson Pooper (doppiato da Billy West): un'anchorman scandalosamente sensazionalista sul canale di notizie locale. Solitamente, in ogni episodio, si vede uno dei personaggi principali che sta guardando la televisione sintonizzata su di lui, anche se in un episodio la sua esposizione della violenza delle gang lesbiche è centrale nella trama.
- Hunter (doppiato da Billy West): l'ex-fidanzato di Rick. È attratto esclusivamente da ragazzi asiatici, al punto che è fisicamente incapace di vedere anche una persona non asiatica se c'è un asiatico in giro. Ironicamente, sembra incapace di dire la differenza tra un asiatico e un latino. Possiede praticamente tutta la Chinatown di West Lahunga Beach.
- Dr. Hunk (doppiato da Billy West): un bel dottore all'ospedale commemorativo di Ursula Rodriguez che fa svenire tutti i ragazzi.

## Riconoscimenti
Una piccola controversia sorse nel 2008 quando Carlo Nardello, un dirigente della rete televisiva RAI italiana, criticò il festival di animazione Cartoons on the Bay di Salerno per aver incluso Rick & Steve nel suo programma del 2008. Tuttavia, Rick & Steve hanno vinto il Pulcinella Award del festival per la miglior serie dell'anno.
Il regista di casting Gillian O'Neill ha vinto il Casting Society of America's Atrios Award 2008 nella categoria Outstanding Achievement in Casting - Animation TV Programming per il suo lavoro su Rick & Steve.